# Железнодорожная катастрофа в Ярымбургазе
Железнодорожная катастрофа в Ярымбургазе — лобовое столкновение двух поездов около населённого пункта Ярымбургаз района Кючюкчекмедже провинции Стамбул (Турция) 20 октября 1957 года. В катастрофе погибло 95 человек, 150 было ранено. По состоянию на 2021 год это крупнейшая железнодорожная катастрофа в стране.

## Катастрофа
20 октября 1957 года в 22:45 по местному времени два пассажирских поезда совершили лобовое столкновение на однопутной железнодорожной линии в 35 км к западу от стамбульского вокзала Сиркеджи между железнодорожными станциями Ярымбургаз (тур. Yarımburgaz) и Ыспартакуле (тур. Ispartakule). В восточном направлении двигался дизель-поезд № 3, отправившийся из Эдирне в 16:00 по местному времени и следовавший до Стамбула. В западном направлении двигался «Восточный экспресс» № 8, отправившийся от вокзала Сиркеджи 21:50 по местному времени и следовавший в Париж (Франция). Дизель-поезд состоял из мотор-вагонов и двух прицепных вагонов. «Восточный экспресс» насчитывал десять вагонов, включая спальные вагоны, купейные и сидячие, в качестве локомотива использовался паровоз серии TCDD 45171 № 45501.
Сигналист станции Ярымбургаз Баки Инёзю (тур. Baki İnözü) сообщил о движении по участку поезда № 8 сигналисту станции Ыспартакуле Джахиту Фырату (тур. Cahit Fırat). Однако Фират получил сообщение уже после того как пропустил на тот же участок поезд № 3. Столкновение было неизбежным. Оба сигналиста немедленно сообщили об этом начальству и потребовали отправки спасательных команд на 34—35 км пути.
Столкновение произошло на 35 км пути от стамбульского вокзала Сиркеджи на полной скорости и привело к полному разрушению дизель-поезда. Вагоны сложились гармошкой и перевернулись. У «Восточного экспресса» удар принял на себя паровоз, в остальном поезде пострадала только передняя часть первого вагона. Грохот столкновения слышал охранник склада боеприпасов расположенного поблизости 213-го пехотного полка.
В результате погибло 95 человек (из них пять железнодорожников), 150 пассажиров получили ранения. Все погибшие и раненые были среди бригады и пассажиров дизель-поезда.

## Спасательная операция
Сразу по получении информации о происшествии с вокзала Сиркеджи на место катастрофы был направлен спасательный поезд. Из расположенной поблизости пожарной части района Бакыркёй прибыли экипажи на случай возгорания. Пожар предотвратил кочегар паровоза, убрав тлеющий уголь с места происшествия. Сразу после полуночи на место катастрофы прибыли мэр Стамбула Фахреттин Керим Гёкай, начальник полиции Стамбула Хайреттин Накипоглу, прокурор района Бакыркёй и заместитель директора по эксплуатации вокзала Сиркеджи. Прокурор и начальник местной жандармерии приступили к следственным действиям. Оба сигналиста были арестованы и отправлены в суд, где им предъявили обвинение в качестве основных подозреваемых.
Расположенным поблизости войсковым частям было приказано принять участие в спасательной операции. Обломки разбитого поезда пришлось разрезать газовой горелкой, чтобы извлечь раненых и тела погибших. Трупы укладывали вдоль железной дороги, чтобы провести опознание. Людей с тяжелыми и средними травмами доставляли поездом на станцию Халкалы, откуда перевозили на машинах скорой помощи в десять крупных больниц Стамбула. 50 пассажиров, прошедших амбулаторное лечение, были вскоре выписаны. На следующий день после аварии в газетах опубликовали имена погибших и раненых. Некоторые из тяжело раненых позже скончались в больнице.
По завершении работ по устранению последствий катастрофы линия была вновь открыта для движения в 20:00 по местному времени следующего дня.

## Расследование и суд
Инспектор Турецких государственных железных дорог (TCDD) подготовил для суда экспертное заключение по результатам расследования катастрофы, в которой были указаны следующие ошибки:
- паровоз «Восточного экспресса» не был оборудован прожектором;
- вагоны дизель-поезда были старые, изготовленные из дерева. Они легко ломались в столкновении и способствовали увеличению числа погибших;
- конструкция вагонов экспресса не позволяла быстро затормозить[2].

26 марта 1959 года Первый уголовный суд Стамбула признал сигналистов Джахита Фырата на 60 % и Баки Инёзю на 40 % виновными в катастрофе и приговорил их к 3 и 2,5 годам тюремного заключения соответственно. Кроме того, они были наказаны штрафом в размере 2250 и 2000 турецких лир соответственно. Суд также постановил, что TCDD должна выплатить раненым и родственникам погибших компенсацию.

## Память
Паровоз № 45501, попавший в самую смертоносную железнодорожную катастрофу Турции, выставлен в Чамлыкском железнодорожном музее под открытым небом в районе Сельчук провинции Измир.